# Ariño
Ariño – gmina w Hiszpanii, w prowincji Teruel, w Aragonii, o powierzchni 81,93 km². W 2011 roku gmina liczyła 893 mieszkańców.